# Kaminaki Sekai no Kamisama Katsudō
Kaminaki sekai no Kami-sama katsudō (神無き世界のカミサマ活動?  lit. Lo que Dios hace en un mundo sin dioses), abreviado KamiKatsu, es una serie de manga japonesa escrita por Aoi Akashiro e ilustrada por Sonshō Hangetsuban. Se ha serializado en la revista de manga seinen de Hero's Inc. Monthly Hero's desde mayo de 2019 hasta octubre de 2020, antes de transferirse al sitio web Comiplex desde noviembre de 2020.
La serie se ha recopilado en once volúmenes de tankōbon a partir de junio de 2025. 
Una serie de televisión de anime producido por el estudio Studio Palette se emitió entre abril y junio de 2023.

## Sinopsis
Yukito nació como hijo del fundador de un culto que venera al misterioso dios Mitama, del que se dice que es omnisciente y omnipotente. Se ve obligado a participar en un ritual para convertirse en el próximo gurú de la organización y pierde la vida en un accidente durante la ceremonia. La siguiente vez que se despertó, estaba en un mundo extraño y diferente. Yukito se hace amigo de los habitantes de ese mundo y poco a poco se familiariza con su nueva vida.
Sin embargo, en ese mundo existe un sistema llamado “Tiempo de Vida”, por el que la gente es obligada por el Estado Imperial a suicidarse al llegar a cierta edad, y los nuevos amigos de Yukito también están sujetos a este sistema. Yukito está decidido a luchar contra el Estado Imperial para proteger a sus amigos, e incluso conseguirá la ayuda de quien menos esperaba, de alguien de su mundo anterior.

## Personajes
Yukito Urabe (卜部 征人 Urabe Yukito?)
 Seiyū: Junya Enoki
Hijo del fundador de un culto que adora al dios omnisciente y omnipotente "Mitama". Murió en un accidente durante una ceremonia de culto y reencarnó en otro mundo. Al principio, disfrutaba vivir en un mundo diferente, pero eventualmente se vio envuelto en una guerra religiosa por dioses y falsos dioses (arcontes). Aunque lo odia, está bien versado en conocimientos y tácticas religiosas para aumentar el número de seguidores y utiliza varios métodos para superar la situación.
Mitama (ミタマ?)
 Seiyū: Akari Kitō
Una diosa autoproclamada "omnisciente y omnipotente" que era adorada por el culto donde el padre de Seito era el fundador. Fue convocada a otro mundo donde reencarnó. Debería ser un dios omnipotente con un poder grande, pero la cantidad de creyentes está directamente relacionada con el poder que se puede mostrar, y está perdido en un mundo diferente sin creyentes.
Alural (アルラル?)
 Seiyū: Kana Hanazawa
La chica del letrero de la taberna que protegía a Seito, quien se reencarnó en otro mundo. Tiene una personalidad cálida y sincera y es del agrado de las personas que la rodean, pero en realidad está bastante interesada en temas sexuales y tiene predilección por los libros para adultos que están prohibidos en este mundo. En secreto le gusta la expedición. Junto con su hermana mayor Cyril, perdió la vida después de ser ejecutada por el sistema "de por vida", pero fue revivida por el poder de Mitama.
Siluril (シルリル?)
 Seiyū: Sumire Uesaka
La hermana mayor de Aruraru. Dirige el bar con su hermana menor. Es una persona de sentido común con una personalidad de hermana mayor. Por otro lado, no tolera los temas sexuales intrusivos.
Roy (ロイ Roi?)
 Seiyū: Sho Fujisawa
Un joven que vive en el pueblo donde se protegió a Seito. Tiene una personalidad leal a sus deseos, y Cyril y otros lo sancionan por dar siempre prioridad a sus propios deseos. Cuando Shoto y Mitama establecieron una nueva religión, tomó la iniciativa de convertirse en creyente.
Kullen (クレン Kuren?)
 Seiyū: Megumi Ogata
Bertrand (ベルトラン Berutoran?)
 Seiyū: Junichi Suwabe (hombre)
 Seiyū: Miyu Tomita (mujer)
Inicialmente comenzó como un caballero del Imperio. Sin embargo, después de ser asesinado y resucitado por Mitama, en represalia por matar primero a Yukito y a los demás con los que se hizo amigo por primera vez (salvo por "Clen"), su sexo cambió a una mujer genuina.
Soichiro Urabe (卜部 聡一郎 Urabe Sōichirō?)
 Seiyū: Shō Hayami
Es el padre de Yukito Urabe.
Atar (アータル Ātaru?)
 Seiyū: Aoi Yūki
Una niña en las Fuerzas Especiales Imperiales "Arconte". Para deshacerse de las personas anormales de Kakuri, ataca la aldea donde viven los conquistadores y lucha ferozmente con los conquistadores y Mitama. Parece un poco mayor que Mitama, pero se desconoce su edad real. Cuando apareció por primera vez, tenía una personalidad de máquina que solo seguía las instrucciones del emperador, pero sus encuentros con los conquistadores la cambiaron gradualmente.
Dakini (ダキニ?)
 Seiyū: Rie Takahashi
Uno de los pilares de la unidad de mando directo del Emperador "Arconte".
Rish (リシュ Rishu?)
 Seiyū: Mikako Komatsu
Una mujer líder de la orden Dakini.
Gaia (ガイア?)
 Seiyū: Ami Koshimizu
Una arconte rollizo de pequeña estatura y líder de un orfanato de culto que toma prestado el poder de la verdadera Gaia, como la capacidad de convocar animales y bestias. En el pasado, antes de convertirse en Arconte, fue una de las investigadoras involucradas en la producción de armas y la creación de arcontes a través de la ingeniería genética que llevaron a la Tierra a convertirse en un planeta sin Dios postapocalíptico. Sin embargo, esto hizo que algunos humanos rechazaran la ciencia para vivir en la naturaleza. La madre de Gaia era líder de uno de esos grupos que utilizó a Gaia como herramienta para obtener poder. Incapaz de soportar el abuso, Gaia la asesinó y huyó, y luego el gobierno la convirtió en Arconte. Gaia está cansada de que los líderes manipulen a las personas con fines egoístas y tiene la intención de detenerlos de forma permanente.
Cyan (シアン Shian?)
 Seiyū: Rin Kurusu
Kai (カイ?)
 Seiyū: Mutsumi Tamura

## Contenido de la obra

### Manga
Escrito por Aoi Akashiro e ilustrado por Sonshō Hangetsuban, Kaminaki Sekai no Kamisama Katsudō comenzó su serialización en la revista de manga seinen de Hero's Inc. Monthly Hero's el 1 de mayo de 2019. La serie se transfirió al sitio web de Comiplex el 27 de noviembre de 2020, después de que Monthly Hero dejara de publicarse el 30 de octubre del mismo año. Hasta junio de 2025, se han publicado once volúmenes de tankōbon.
Un manga derivado con composición de Shinya Murata e ilustrado por Tokisada Hayami, titulado Kaminaki Sekai no Onee-chan Katsudō ("Lo que hace mi hermana mayor en un mundo sin dioses"), comenzó a serializarse en el sitio web Comiplex el 25 de noviembre de 2022.

### Anime
El 26 de abril de 2022 se anunció una adaptación de la serie de televisión de anime. Es producido por Studio Palette y dirigido por Yuki Inaba, con Yoshifumi Sueda como supervisor, Aoi Akashiro manejando los guiones y Kaori Yoshikawa diseñando los personajes. La serie se estrenará en abril de 2023. El tema de apertura es "I Wish" de Rin Kurusu, mientras que el tema de cierre es "Steppin 'Up Life!" por Akari Kitō. Crunchyroll obtuvo la licencia de la serie fuera de Asia.
El 22 de mayo de 2023, el sitio web del anime anunció que el episodio 8 se retrasaría una semana para salir al aire a las 25:30 el 31 de mayo (efectivamente el 1 de junio) "debido a varias circunstancias". El personal de producción tiene como objetivo ofrecer el mejor trabajo a los espectadores del anime.